# Große Torf-Schwebfliege

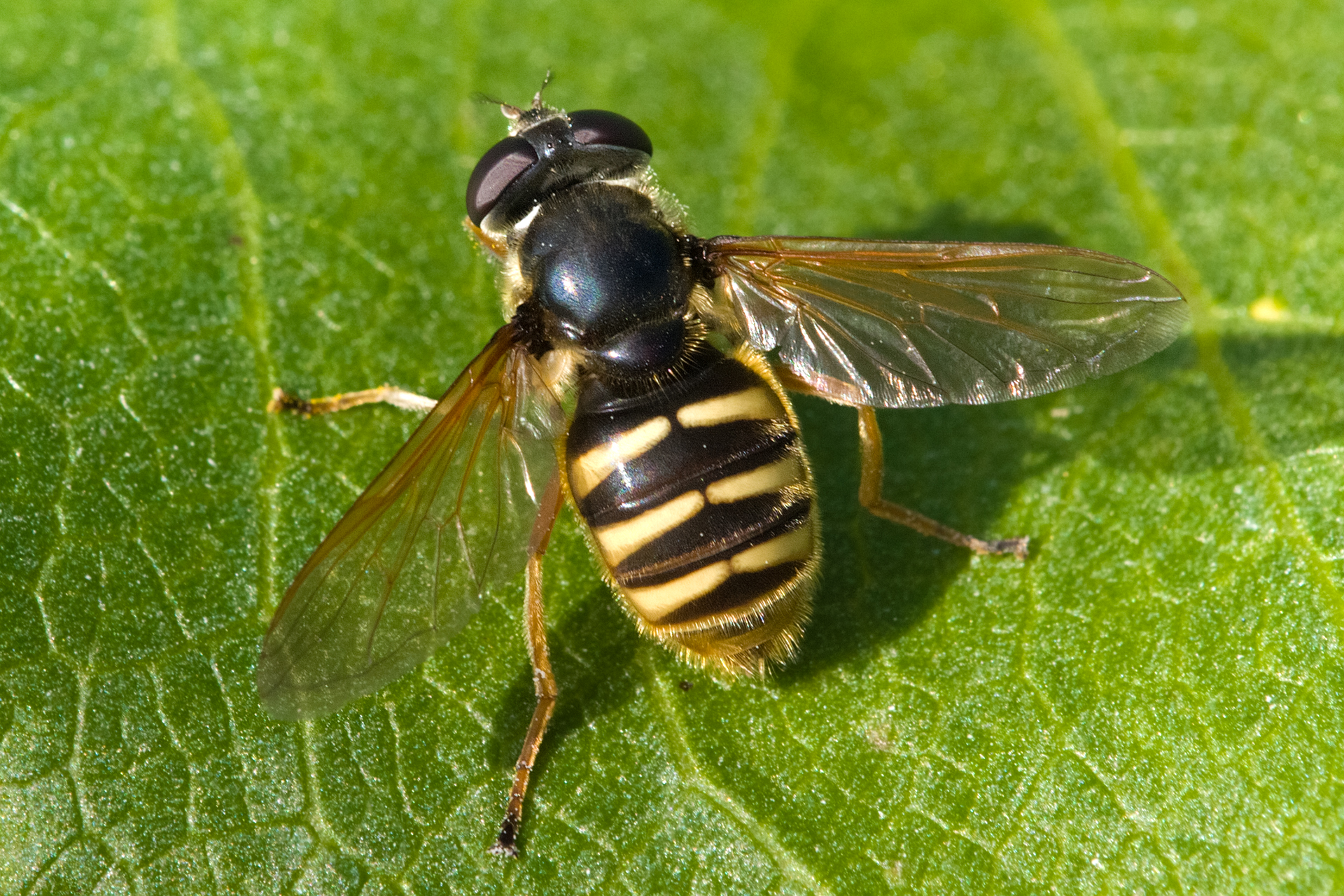
Weibchen

Die Große Torf-Schwebfliege oder Gelbband-Torfschwebfliege (Sericomyia silentis) ist eine Fliege aus der Familie der Schwebfliegen (Syrphidae). Ironischerweise gehört die Gelbband-Torfschwebfliege trotz ihres wissenschaftlichen Namens (silentis = schweigend) zu den singenden Schwebfliegen. Beide Geschlechter können während des Fliegens laute Summtöne von sich geben, um damit Bienen von den Blüten zu vertreiben.

## Merkmale
Die Fliegen erreichen eine Länge von 14 bis 18 Millimetern und haben einen gedrungenen Körperbau. Die mittig deutlich gefurchte Stirn ist schwarz gefärbt, beim Männchen ist sie gelb, beim Weibchen grau bestäubt. Die Fühler sind rötlichbraun und haben eine lange gefiederte Borste. Das gelbe nach unten gezogene Gesicht, das eine schwarze Mittellinie besitzt, und die Stirn tragen gelbe Haare, die Wangen sind schwarz. Die unbehaarten Facettenaugen stehen bei den Männchen dicht aneinander, bei den Weibchen sind sie deutlich getrennt. Der Thorax ist schwarz glänzend, die seitlich liegenden Schulterschwielen sind gelb bestäubt. Das Mesonotum ist auf der Vorderseite gelb, hinten schwarz behaart. Das schwarz bis rötlichgelbe Schildchen (Scutellum) ist mittig schwarz, hinten gelb behaart. Der Hinterleib ist schwarz und trägt drei breite, gelbe, mittig fein schwarz unterbrochene Binden. Der Hinterrand des vierten Tergits ist gelb, bei den Weibchen ist das fünfte und sechste Tergit komplett gelb, dies unterscheidet die Art von Sericomyia lappona, bei der das Hinterleibsende schwarz gefärbt ist. Durch die Färbung des Hinterleibs kann man die Art leicht mit Arten der Gattung Chrysotoxum verwechseln, diese kann man aber anhand der Fühler unterscheiden. Die Beine sind rötlichgelb, die Femora sind an der Basis schwarz, wie es auch die zweiten Endglieder der Tarsen sind. An den Hinterbeinen haben die Trochanter einen spitzen Höcker, Femur und Tibia sind beim Männchen verdickt. Die Flügel sind durchsichtig, nur an der Spitze sind sie etwas abgedunkelt. Die Flügeladern sind schwarz.

## Vorkommen
Die Art ist holarktisch verbreitet. Sie lebt in sumpfigen und moorigen Lebensräumen im Mittel- und Hochgebirge, in Hochmooren des Flachlandes sowie an Flüssen, in Wäldern und Lichtungen. Sie fliegt von Mai bis Oktober.

## Lebensweise
Die Imagines sind ausdauernde Flieger, die innerhalb einer Höhe von 3 Meter verschiedene und weit voneinander entfernte Biotope besuchen. Zur Rast spreizen sie die Flügel zur Hälfte ab. Sie sind Blütenbesucher an Doldenblütlern, Heidekraut, Liguster, Disteln und Vogelbeere. Die weißlich-farblosen Larven besitzen ein Atemrohr sowie ein vorgestrecktes letztes Hinterleibssegment, das länger ist als der übrige Körper. Als Rattenschwanzlarven entwickeln sie sich in morastigem Boden, torfhaltigen Gewässern, humushaltigem Schlamm, nasser Rinde, aber auch in durchfeuchtetem Sägemehl (Saprophage). Die Art ist oligovoltin mit 2 Generationen im Jahr.